# Championnat du Cap-Vert de football 2001
Navigation
Saison précédente Saison suivante
La saison 2001 du Championnat du Cap-Vert de football est la vingt-deuxième édition de la première division capverdienne, le Campeonato Nacional. Après une phase régionale qualificative disputée sur chacune des neuf îles habitées de l'archipel, les champions de chaque île disputent le championnat national, joué sous forme d'une poule unique où chaque formation rencontre une fois ses adversaires.
C’est le Clube Deportivo Onze Unidos qui remporte la compétition cette saison, après avoir terminé en tête du classement final, avec un seul point d'avance sur l'Académica de Sal. Il s'agit du tout premier titre de champion du Cap-Vert de l’histoire du club.

## Les clubs participants
- Île de Boa Vista :
  - Pas de championnat disputé cette saison
- Île de Brava :
  - Clube Desportivo Nô Pintcha
- Île de Fogo :
  - Botafogo FC
- Île de Maio :
  - Clube Deportivo Onze Unidos
- Île de Sal :
  - Associação Académica do Sal

- Île de Santiago :
  - Pas de championnat disputé cette saison
- Île de Santo Antão :
  - Solpontense Futebol Clube
- Île de São Nicolau:
  - Futebol Clube de Ultramarina
- Île de São Vicente:
  - Futebol Clube de Derby

## Compétition
Le barème utilisé pour établir le classement est le suivant :
- Victoire : 3 points
- Match nul : 1 point
- Défaite, forfait ou abandon : 0 point

| Rang | Équipe                       | Pts | J | G | N | P | Bp | Bc | Diff |  | Résultats (▼ dom., ► ext.)   | Onze | Sal | Bota | Solp | Derb | Ultr | NôPi |
| ---- | ---------------------------- | --- | - | - | - | - | -- | -- | ---- |  | ---------------------------- | ---- | --- | ---- | ---- | ---- | ---- | ---- |
| 1    | Clube Deportivo Onze Unidos  | 14  | 6 | 4 | 2 | 0 | 8  | 3  | +5   |  | Clube Deportivo Onze Unidos  |      | 2-1 |      | 0-0  | 1-0  |      |      |
| 2    | Associação Académica do Sal  | 13  | 6 | 4 | 1 | 1 | 10 | 5  | +5   |  | Associação Académica do Sal  |      |     | 1-0  |      |      | 2-0  | 3-1  |
| 3    | Botafogo FC                  | 11  | 6 | 3 | 2 | 1 | 15 | 4  | +11  |  | Botafogo FC                  | 1-1  |     |      |      |      | 1-0  | 8-0  |
| 4    | Solpontense Futebol Clube    | 9   | 6 | 2 | 3 | 1 | 10 | 8  | +2   |  | Solpontense Futebol Clube    |      | 2-3 | 2-2  |      |      | 1-0  |      |
| 5    | Futebol Clube de DerbyT      | 8   | 6 | 2 | 2 | 2 | 6  | 7  | -1   |  | Futebol Clube de DerbyT      |      | 0-0 | 0-3  | 2-2  |      |      |      |
| 6    | Futebol Clube de Ultramarina | 1   | 6 | 0 | 1 | 5 | 2  | 8  | -6   |  | Futebol Clube de Ultramarina | 0-1  |     |      |      | 1-2  |      | 1-1  |
| 7    | Clube Desportivo Nô Pintcha  | 1   | 6 | 0 | 1 | 5 | 4  | 20 | -16  |  | Clube Desportivo Nô Pintcha  | 1-3  |     |      | 1-3  | 0-2  |      |      |

## Bilan de la saison
| Championnat du Cap-Vert de football 2001                 |                                         |
| Champion                                                 | Clube Deportivo Onze Unidos (1er titre) |
| Qualifications continentales                             |                                         |
| Ligue des champions de la CAF 2002                       | Aucun                                   |
| Coupe d'Afrique des vainqueurs de coupe de football 2002 | Aucun                                   |
| Coupe de la CAF 2002                                     | Aucun                                   |
| Promotions et relégations                                |                                         |
| Promus en Campeonato Naçional                            | Aucun                                   |
| Relégués                                                 | Aucun                                   |